# Droga wojewódzka nr 564
Droga wojewódzka nr 564 (DW564) – droga wojewódzka o długości 3 km. Położona na terenie miasta Płock, jest drogą tranzytową przedłużeniem DW562  w kierunku DK62 w m. Popłacin. 
Droga na odcinku od rzeki Wisły do drogi krajowej nr 62 pozbawiona została kategorii drogi wojewódzkiej na mocy uchwały nr 116/20 Sejmiku Województwa Mazowieckiego z dnia 8 września 2020 roku. Po kasacji uchwały przez Wojewodę Mazowieckiego i ostatecznym wyroku  NSA od 15.01.2025 r. odcinek ten należy do dróg powiatowych.

## Przebieg DW564 (na terenie Płocka)
- Płock DW562
- Płock DK60
- Płock DW567